# Shangli
Shangli är ett härad som lyder under Pingxiangs stad på prefekturnivå i Jiangxi-provinsen i sydöstra Kina.